# NGC 5875
NGC 5875 (другие обозначения — UGC 9745, MCG 9-25-27, ZWG 274.27, IRAS15077+5243, PGC 54095) — спиральная галактика (Sb) в созвездии Волопас.
Этот объект входит в число перечисленных в оригинальной редакции «Нового общего каталога».